# Mandan (Dakota del Nord)
Mandan è una città degli Stati Uniti d'America, capoluogo della Contea di Morton nello Stato del Dakota del Nord. Nel censimento del 2000 la popolazione era di 16.718 abitanti. La città è stata fondata nel 1879. Insieme a Bismarck forma l'area metropolitana di Bismarck-Mandan.

## Geografia fisica
Secondo i rilevamenti dell'United States Census Bureau, la località di Mandan si estende su una superficie di 26,60 km², dei quali 26,40 km² sono occupati dalle terre, mentre 0,20 km² dalle acque. Nel suo territorio avviene la confluenza del fiume Hearth nel Missouri.

## Popolazione
Secondo il censimento del 2000, a Mandan vivevano 16.718 persone, ed erano presenti 4.553 gruppi familiari. La densità di popolazione era di 634 ab./km². Nel territorio comunale si trovavano 6.958 unità edificate. Per quanto riguarda la composizione etnica degli abitanti, il 94,98% era bianco, lo 0,20% era afroamericano, il 3,02% era nativo, lo 0,33% proveniva dall'Asia e lo 0,01% proveniva dall'Oceano Pacifico. Lo 0,15% apparteneva ad altre razze, mentre l'1,30% a due o più. La popolazione di ogni razza ispanica corrispondeva allo 0,78% degli abitanti.
Per quanto riguarda la suddivisione della popolazione in fasce d'età, il 27,0% era al di sotto dei 18, il 9,0% fra i 18 e i 24, il 29,7% fra i 25 e i 44, il 21,6% fra i 45 e i 64, mentre infine il 12,7% era al di sopra dei 65 anni di età. L'età media della popolazione era di 36 anni. Per ogni 100 donne residenti vivevano 97,0 maschi.